# Campionato filippino di calcio
Il campionato filippino di calcio è gestito dalla Philippine Football Federation che ha organizzato il campionato dal 1911 e, dal 2011 la PFF National Men's Club Championship. Dal 2009 è invece attiva la United Football League, organizzata dalla United Football Clubs Association.
Il campionato ha avuto tre interruzioni: nel 1919, nel periodo compreso tra il 1936 ed il 1950 e dal 2007 al 2010 (anche se dal 2009 era attiva la United Football League).

## PFF National Men's Club Championship
Il PFF National Men's Club Championship è la competizione ad eliminazione diretta organizzata dalla Philippine Football Federation (PFF), ristabilita a partire dal 2011 dopo un'interruzione di quattro anni. La prima competizione organizzata dalla PFF fu il campionato filippino di calcio del 1911.
Nel 2008 la federazione organizzò la Filipino Premier League, competizione che però rimase confinata al solo territorio della Regione Capitale Nazionale e, non fu ripetuta.

## United Football League
La United Football League è un campionato semi-professionista su due livelli, la United Football League Division 1 e la United Football League Division 2, entrambi giocati con doppio girone all'italiana. 
La squadra vincitrice della Division 1 ottiene il diritto di partecipare alla Coppa del Presidente dell'AFC.

## Squadre straniere iscritte nel campionato filippino
Il campionato di calcio filippino ha avuto nel 1935 due squadre straniere iscritte, la rappresentativa del Malaya Command di Singapore e quella del NIVB, selezione delle Indie Orientali Olandesi. Le due squadre si aggiudicano i primi due posti del campionato.